# Pterocarpus soyauxii
Pterocarpus soyauxii (palo rojo) es una especie del género Pterocarpus perteneciente a la familia Fabaceae, es originaria de los trópicos del centro y oeste de África, desde Nigeria hasta Congo y sur de Angola.

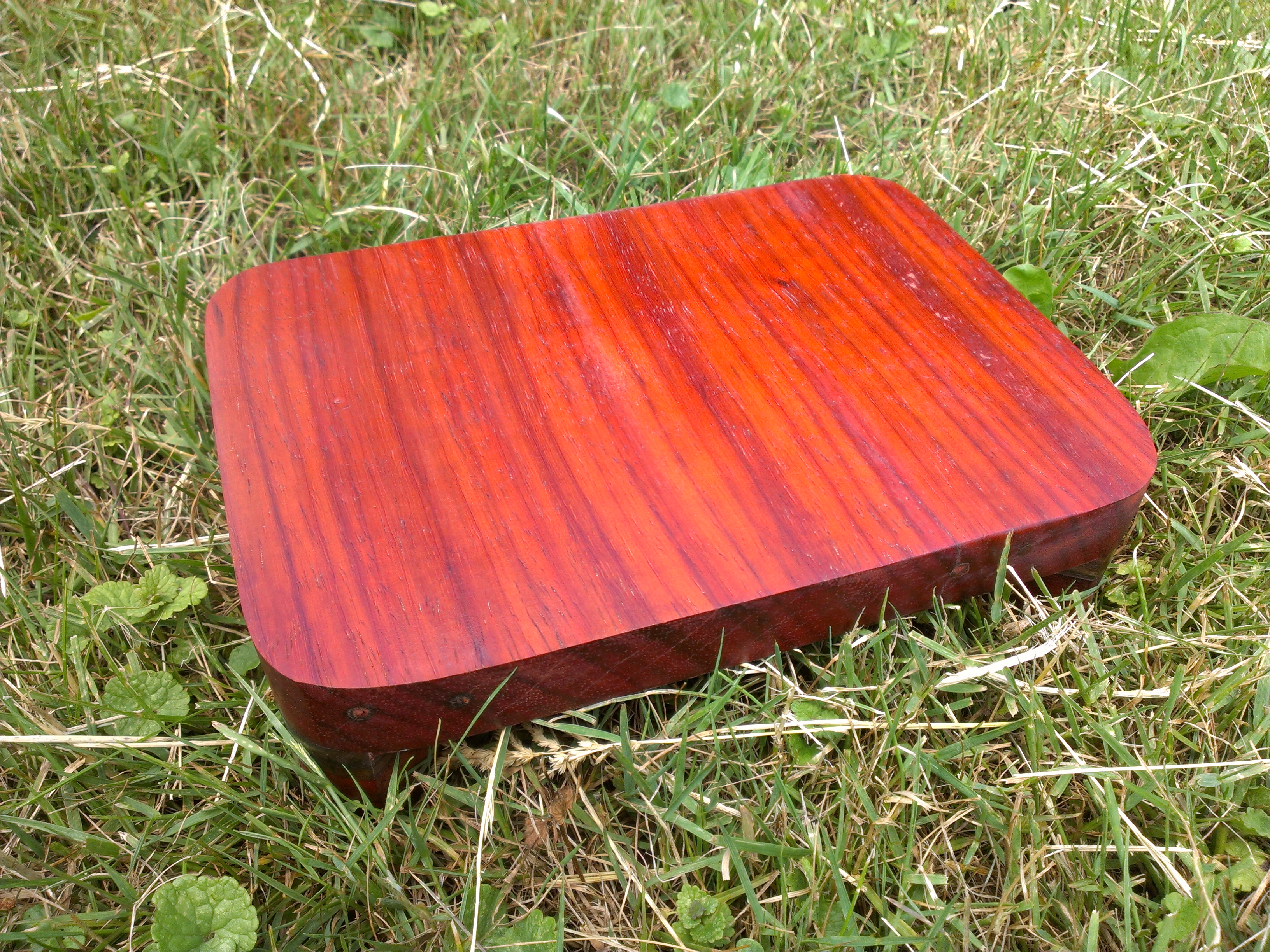
Pieza de ebanistería realizada con su madera

## Descripción
Es un árbol que alcanza los 40 metros de altura. El tronco se encuentra rodeado de aletas basales. Su corteza es castaña. La copa es irregular, con ramas dilatadas. Las hojas son compuestas, alternas e imparipinnadas. Las flores son amarillas agrupadas en panículas en las axilas de las hojas. El fruto es plano y rodeado de un ala membranosa que contiene una única semilla.

## Distribución y hábitat
Árbol típico del bosque virgen ecuatoguineano, abundante en la región de Río Muni, a la vez que en las regiones de Camerún, Gabón, República Democrática del Congo y Angola.

## Propiedades
Las hojas son comestibles y contienen una gran cantidad de  vitamina C.
El extracto de la corteza se usa como planta medicinal para tratar los parásitos de la piel y las infecciones por hongos.
La madera es muy apreciada por su dureza, es roja al principio y llega a púrpura-marrón al exponerse a la luz, tiene una densidad de 0.79 g/cm³. Es resistente a las termitas. Su madera se usa para hacer tambores y guitarras.
La madera es de albura blanquecina y duramen rojo intenso, es muy dura aunque fácil de trabajar, por lo que se emplea en ebanistería, traviesas de ferrocarril, artesanía local, decoración y construcción en general. Su savia es utilizada en la medicina tradicional.

## Taxonomía
Pterocarpus soyauxii fue descrita por Paul Hermann Wilhelm Taubert y publicado en Hooker's Icones Plantarum 24: pl. 2369. 1895.
Etimología
Pterocarpus: nombre genérico que deriva de  palabras griegas latínizada que significan "fruto alado", en referencia a la inusual forma de las vainas de semillas de este género.
soyauxii: epíteto
Sinonimia
- Pterocarpus casteelsi De Wild.[8]